# Желтопоясничная славковая танагра
Желтопоясничная славковая танагра (лат. Hemithraupis flavicollis) — вид птиц из семейства танагровых. Птицы обитают в городских местностях, субтропических и тропических затопляемых, засушливых, низменных влажных и сильно деградированных лесах, на высоте до 1000 метров над уровнем моря. Длина тела 13—14 см, масса около 13,7 граммов.
Выделяют 11 подвидов:
- Hemithraupis flavicollis ornata — на тихоокеанских склонах гор от восточного Дарьена (восточная Панама) южнее до северного Чоко (Колумбия);
- Hemithraupis flavicollis albigularis — северная Колумбия — от реки Сину восточнее до середины долины реки Магдалены в Антьокии и Сантандере;
- Hemithraupis flavicollis peruana — на восточных склонах Анд Колумбии (от департамента Мета) южнее через восточный Эквадор до Перу севернее от рек Мараньон и Амазонки (Амасонас и Лорето);
- Hemithraupis flavicollis aurigularis — юго-восточная Колумбия, южная Венесуэла (южнее от реки Ориноко) и северной Бразилии (у верховьев рек Уаупес[англ.]) и Негру);
- Hemithraupis flavicollis hellmayri — юго-восточная Венесуэла (восточный Боливар) и западная Гайана (горы Меруме (исп. Merumé));
- Hemithraupis flavicollis flavicollis — Суринам, Французская Гвиана и северо-восточная Бразилия (к северу от реки Амазонки);
- Hemithraupis flavicollis obidensis — северный берега низовья реки Амазонки в Бразилии;
- Hemithraupis flavicollis sororia — северный и восточный Перу южнее от реки Мараньон;
- Hemithraupis flavicollis centralis — юго-восточный Перу, северная и центральная Боливия и южно-центральная Бразилия (восточнее от северного Мату-Гросу);
- Hemithraupis flavicollis melanoxantha — Пернамбуку и Баиа в прибрежной восточной Бразилии;
- Hemithraupis flavicollis insignis — Эспириту-Санту и Рио-де-Жанейро (юго-восточная Бразилия).